# Stratford Hall Plantation

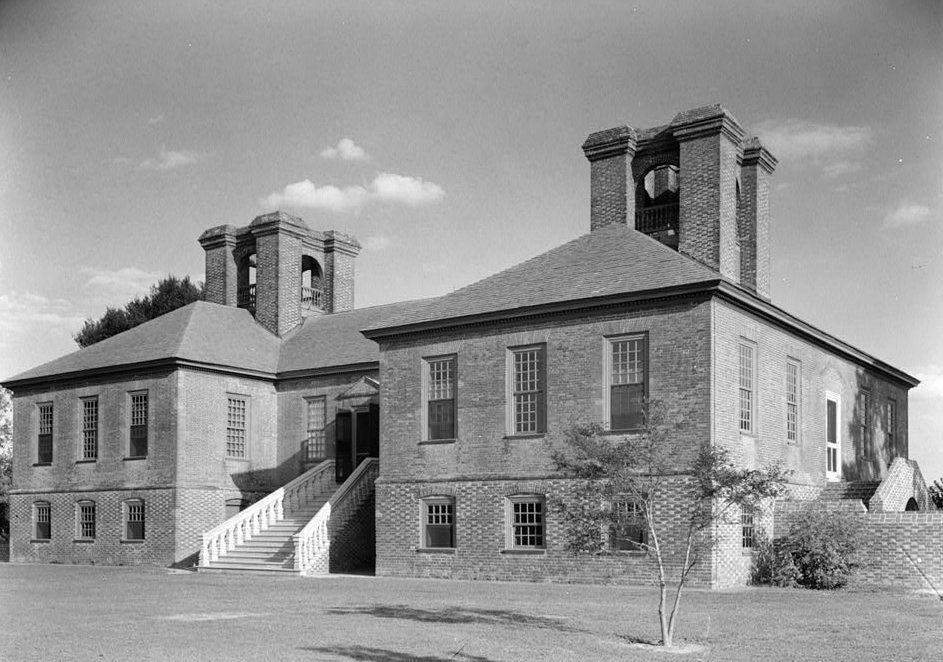
Stratford Hall Plantation.

La piantagione di Stratford Hall, o Stratford Hall Plantation in lingua inglese, è una località situata nella contea di Westmoreland, in Virginia (Stati Uniti).
Essa fu la casa per quattro generazioni della famiglia Lee, e il luogo natale di personaggi di spicco della storia statunitense (quali Richard Henry Lee e Francis Lightfoot Lee, che firmarono la Dichiarazione d'indipendenza degli Stati Uniti, o del Generale Robert Edward Lee, che guidò le forze della Confederazione degli Stati d'America nel corso della "Guerra di secessione" che la maggior parte degli storici preferisce chiamare "Guerra civile", svoltasi tra il 1861 e il 1865).

## Storia

### La famiglia Lee

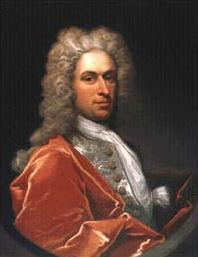
Thomas Lee, il costruttore della tenuta

Il colonnello Thomas Lee (1690-1750) fu un abitante della Virginia che fu vice governatore della colonia e tra i principali promotori dell'espansione ad ovest. Lee acquistò le terre di Stratford Hall nel 1717, conscio del fatto che queste terre, col loro potenziale agricolo e commerciale, si trovavano in terra di frontiera. La costruzione della grande casa di stile georgiano iniziò alla fine degli anni '30 del Settecento. Disegnata da un architetto ignoto, l'abitazione era in mattoni ed a forma di H, circondata da altre strutture sui quattro angoli, tutte ancora oggi presenti. Se seguito della costruzione della casa d'abitazione, Thomas Lee espanse anche il terreno per condurre al meglio la propria attività di planter, al punto tale che il sito divenne un vero e proprio "villaggio" in miniatura. A breve distanza dal fiume Potomac, il sito divenne destinazione di molte navi mercantili e quindi divenne pratico costruirvi un mulino per la lavorazione del grano che qui veniva coltivato, necessitando quindi di un gran numero di schiavi per condurre anche le coltivazioni di tabacco qui presenti. Alla piantagione convogliarono fabbri, bottai, carpentieri, sarti e giardinieri.
Thomas Lee e sua moglie Hannah Harrison Ludwell (1701–49) crebbero alla tenuta otto figli, sei maschi e due femmine, i quali ebbero poi un ruolo importante nel modellare la storia della nazione statunitense. Il primogenito, Philip Ludwell Lee, Sr., scudiero (1727–75) ereditò Stratford Hall. Richard Henry Lee (1732–94) e Francis Lightfoot Lee (1734–97) furono delegati dallo stato della Virginia al Secondo Congresso Continentale e firmatari della dichiarazione d'indipendenza statunitense. Richard Henry fu poi presidente del Congresso nel 1784-85. Thomas Ludwell Lee, attivo nella politica locale, fu legislatore dello stato della Virginia e collaborò nella composizione della Carta dei Diritti della Virginia. William Lee (1739–95) ed il dottor Arthur Lee (1740–92) furono diplomatici in Inghilterra durante il periodo turbolento dell'indipendenza americana. Hannah Lee fu una delle prime proponenti del riconoscimenti dei diritti delle donne al mondo, ed Alice Lee sposò il noto medico William Shippen, Jr. (1736-1808) di Filadelfia.
Philip Ludwell Lee, Sr. (1727–75), membro della House of Burgesses e del Consiglio americano del Re, continuò ad espandere la piantagione dopo aver ereditato Stratford dal padre sino a coprire un'area di 27 km2. Amante dei cavalli e della musica, Philip e sua moglie Elizabeth Steptoe (1743–89) ebbero insieme due figlie, la maggiore delle quali divenne nota col soprannome di "divine Matilda". Philip morì nel 1775, ed Elizabeth si risposò nel 1780 con Philip Richard Fendall I (1734-1805). La nuova coppia continuò a risiedere a Stratford Hall con le due figlie maggiori ed un genero (Henry "Light Horse Harry" Lee (1756-1818), che aveva sposato Matilda, futuro eroe della guerra d'indipendenza americana). Nel 1784-85 venne raggiunto un accordo secondo il quale i Fendall avrebbero rinunciato ai loro diritti su Stratford Hall, ed Henry avrebbe venduto loro un lotto di terra di un acro situato presso Oronoco Street ad Alexandria (Virginia) per 300 sterline. Fu qui che Philip R. Fendall costruì poi la sua "Lee-Fendall House".  Matilda ereditò quindi Stratford Hall e qui visse col marito Harry ed il suo secondo cugino, ma Matilda morì appena otto anni dopo il suo matrimonio.

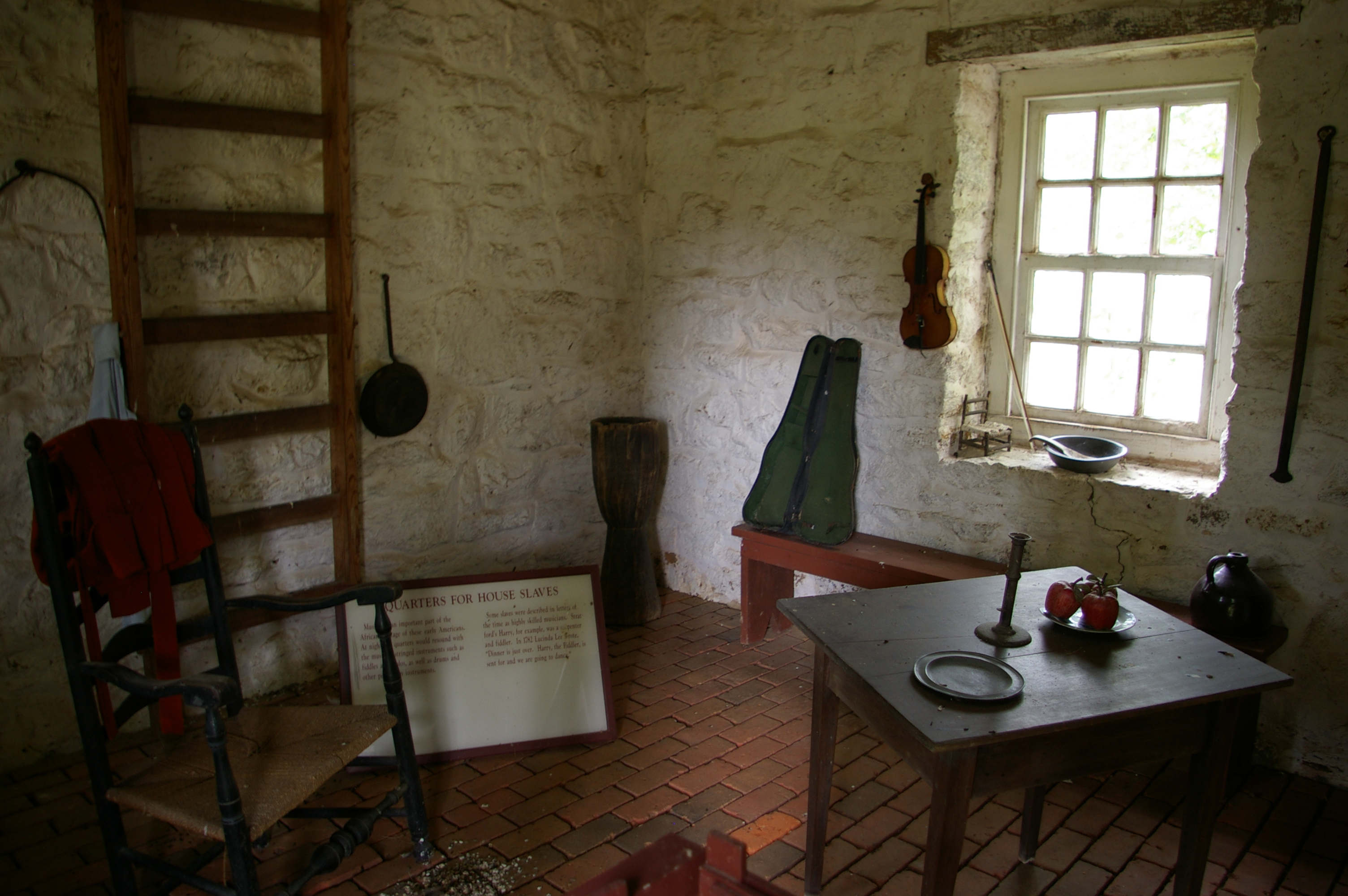
La ricostruzione interna di una casa di schiavi nella piantagione di Stratford Hall

Molti anni passarono prima che "Light Horse Harry" si risposasse con Ann Hill Carter (1773-1827) della piantagione di Shirley. Il loro quartogenito, Robert Edward Lee (1807–70), nacque a Stratford Hall nel 1807. Robert E. Lee trascorse i suoi primi quattro anni di vita alla tenuta Stratford Hall, ricordandola per il resto della sua vita. Nel bel mezzo della guerra civile, Lee scriveva a sua moglie che "in assenza di una casa vorrei poter tornare a Stratford. E' l'unico posto dove potrei andare in quanto accessibile ora a noi, [luogo] che mi ispira sentimenti di piacere e amore. Tu e le ragazze potreste rimanere tranquille la. E' un luogo semplice, ma potremmo ricavarne sufficiente pane e pancetta per sopravvivere e le ragazze potranno avere abiti appropriati. Mi piacerebbe sapere se è in vendita e a quanto."
Light Horse Harry si indebitò pesantemente e trascorse due anni nella prigione dei debitori della contea. Anne Carter Lee ed i suoi figli lasciarono Stratford Hall nell'inverno del 1810-11, e si spostarono ad Alexandria. Stratford Hall passò quindi nelle mani del figlio sopravvissuto di Harry e Matilda, il maggiore Henry Lee IV "Black Horse" (1787-1837), ma i problemi finanziari e gli scandali personali lo costrinsero a vendere la piantagione alcuni anni dopo.

### Dopo i Lee

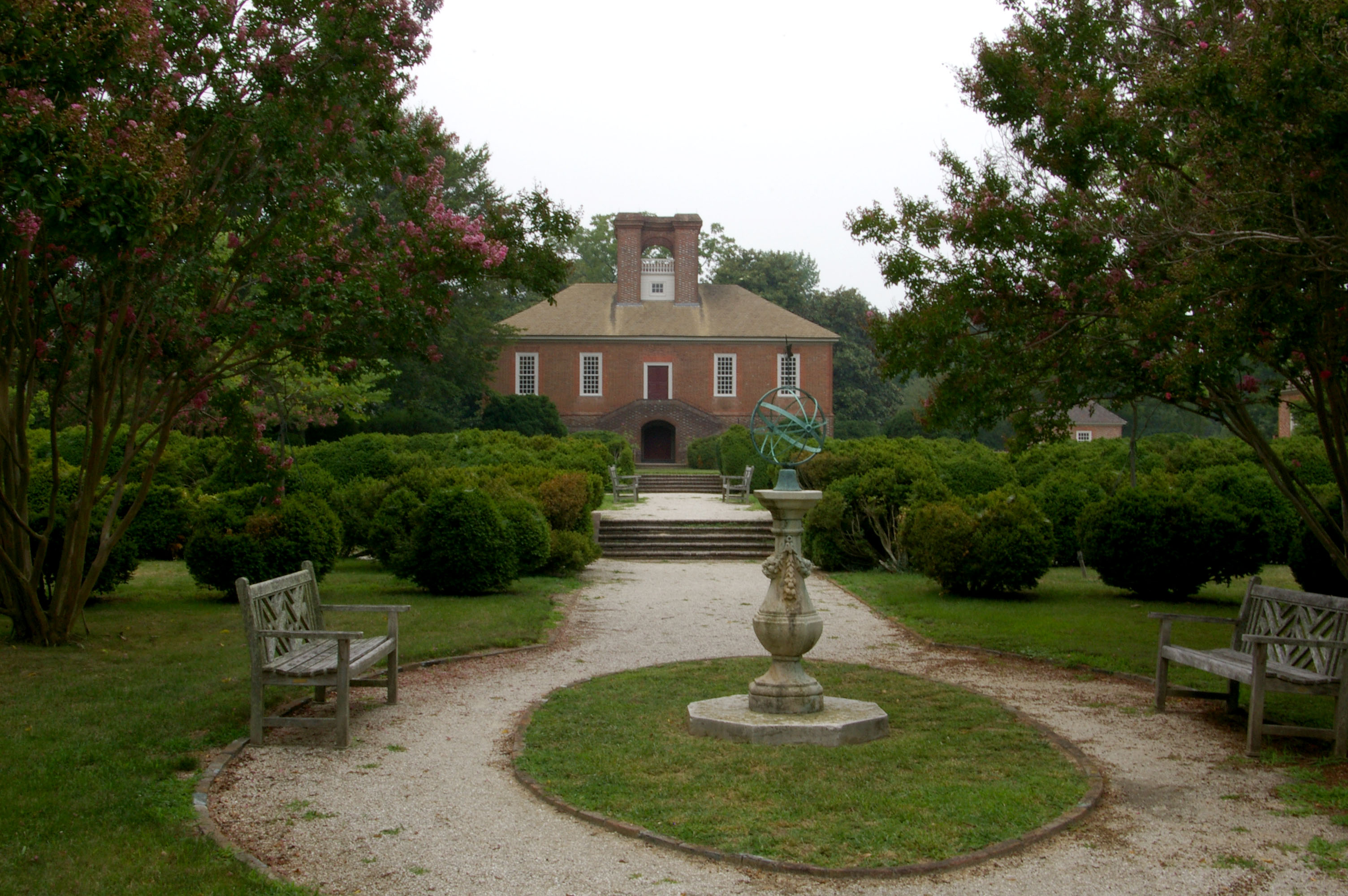
Il lato est di Stratford Hall (dal giardino est)

Stratford Hall rimase di proprietà privata per più di un secolo. William C. Somerville del Maryland acquistò la proprietà da Henry Lee IV nel 1822. Dopo la sua morte i suoi eredi scoprirono che le obbligazioni di Henry Lee IV continuavano a gravare sulla proprietà. La piantagione venne pertanto chiusa nel 1828 e venduta a Henry D. Storke della contea di Westmoreland, che aveva sposato Elizabeth "Besty" McCarty, sorella della moglie di Henry Lee IV, Anne Robinson McCarty. Besty Storke visse nella proprietà sino alla propria morte nel 1879 e qui venne anche sepolta.
Nel 1929, un gruppo di donne si dedicò alla preservazione della memoria del generale Robert E. Lee e della famiglia Lee in e costituì insieme la Robert E. Lee Memorial Association, acquistando Stratford Hall dagli eredi Storke. Queste donne lavorarono senza sosta per cercare dei fondi per restaurare la proprietà. Attualmente il sito è aperto al pubblico proprio per merito della Robert E. Lee Memorial Association.

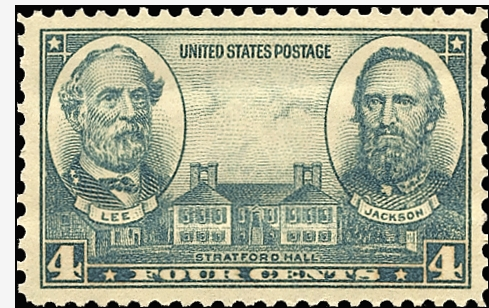
Francobollo statunitense che mostra Lee, Jackson e Stratford Hall

Stratford Hall venne rappresentata in un francobollo postale da 4 centesimi statunitense del 1936-37. Il francobollo mostra la figura del generale Robert E. Lee e di "Stonewall" Jackson, con Stratford Hall al centro.

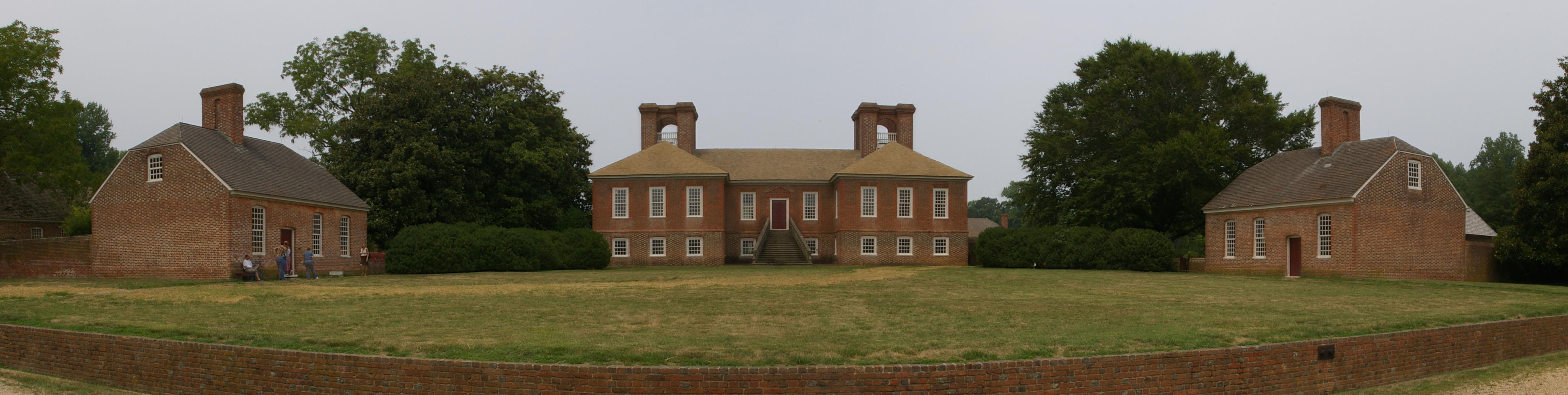
Vista del complesso di Stratford Hall.